# Creagrutus planquettei
Creagrutus planquettei är en fiskart som beskrevs av Jacques Géry och Renno, 1989. Creagrutus planquettei ingår i släktet Creagrutus och familjen Characidae. Inga underarter finns listade i Catalogue of Life.